# Cal Faló
Cal Faló és una obra d'Alcover (Alt Camp) protegida com a Bé Cultural d'Interès Local.

## Descripció
Edifici entre mitgeres de grans dimensions que presenta planta baixa i en el costat esquerre de la casa hi ha dues alçades i al costat de la casa 18 la casa es divideix en tres alçades. Té un terrat a l'interior. Els sostres són de cabirons de fusta.
La casa fou de la família Batlle. A la planta baixa hi ha tres entrades, una d'elles avui és una perruqueria. L'accés més destacat és un portal d'arc pla allindat amb grans dovelles i brancals de pedra, situat al costat de la casa número 14 principal hi ha diverses finestres balconeres amb un balcó central.
A la façana destaca, en planta baixa, el portal d'arc allindanat amb grans dovelles i brancals de pedra, situat a la dreta. A la planta pis hi ha diverses finestres balconeres amb un balcó central sobre el qual es troba el balcó del pis superior, amb forats simètrics a cada banda. El conjunt es corona amb un ràfec volat de cabirons i encadellat de fusta.